# Сражение при Миртье
Сражение при Миртье (греч.  Μάχη της Μυρτιάς) или Сражение при Гурице (греч.  Η μάχη της Γουρίτσας) — сражение, состоявшееся 10 июля 1943 года во время Второй мировой войны между 2-м батальоном 2/39 полка греческой партизанской армии ЭЛАС и частями Вермахта.

## Предыстория

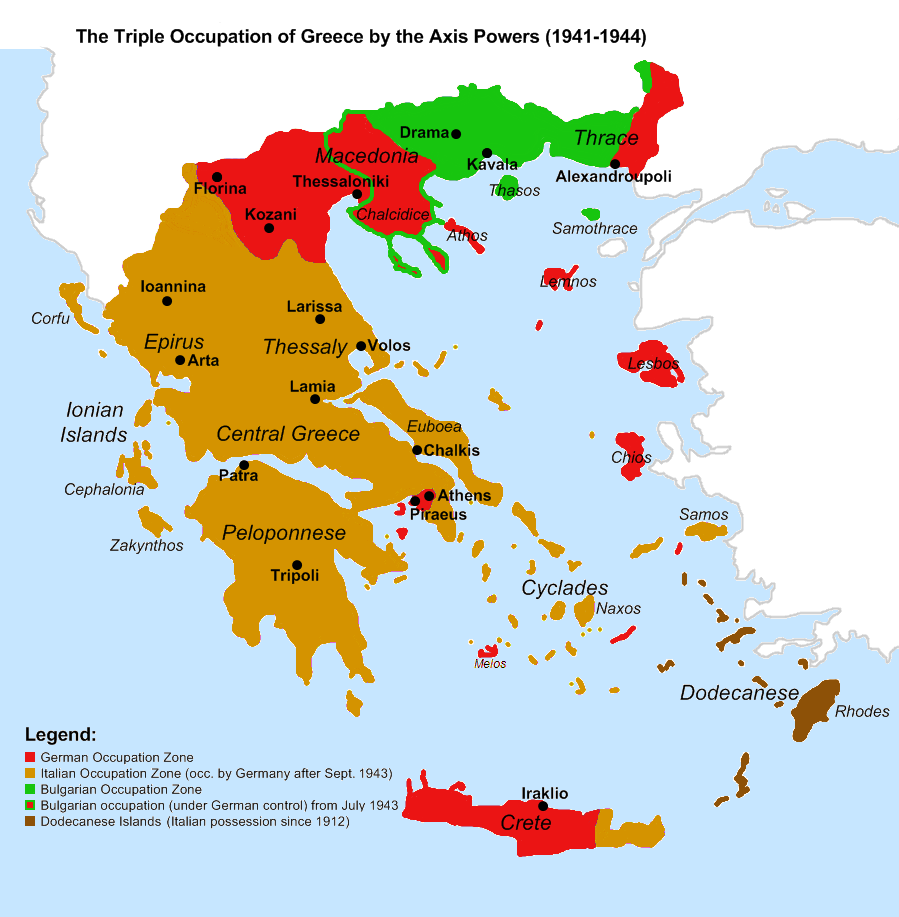
Три оккупационные зоны. Оранжевый — итальянская зона, красный — немецкая и зелёный — территория аннексированная Болгарией. Итальянская зона была занята немцами в сентябре 1943 года.

В конце октября 1940 греческая армия отразила итальянское вторжение и перенесла военные действия на территорию Албании, где продолжала одерживать победы. 6 апреля 1941 года на помощь итальянцам пришёл Вермахт, вторгнувшийся в Грецию с территории союзной немцам Болгарии. После падения Крита в конце мая территория Греции была разделена на три зоны оккупации – немецкую, итальянскую и болгарскую. 
Западная греческая провинция Этолия и Акарнания, как и бо́льшая материковая часть страны была закреплена за итальянцами. 
Немецкие войска вступили в столицу провинции город Агринион ещё 22 апреля. В первой декаде июня в город вступили части итальянской дивизии “Cazale”, под командованием генерала Mario Mazani. Детвора встретила их греческим боевым кличем “аэра”, напоминая что греки считали их побеждёнными. Немцы лишь наблюдали за этими эпизодами. 
Хотя Этолия и Акарнания были отданы в итальянскую зону оккупации, немцы оставили за собой ряд ключевых стратегических позиций, установив таким образом в провинции своего рода двоевластие. 
По всей Греции инициативу по разворачиванию сил Сопротивления взяла на себя компартия Греции, создавшая широкий Национально-освободительный фронт Греции (ЭАМ), а затем — созданную фронтом - армию ЭЛАС.
ЭАМ-ЭЛАС доминировали в Этолии и Акарнании как и по всей стране, но здесь, несколько меньше чем в соседнем Эпире, было заметно также присутствие поддерживаемой и финансируемой англичанами:83 армии ЭДЕС.
Рассматривая итальянцев более слабым противником, в начале оккупации ЭАМ дал установку своим организациям без необходимости не ввязываться в бои с частями Вермахта, преследуя цель обеспечения оружием и боеприпасами в ходе небольших столкновений и боёв с итальянской оккупационной армией. 
Сражение при Миртье в июне 1943 года стало первым большим (по партизанским масштабам) сражением против Вермахта в Этолии и Акарнании и в силу его абсолютного успеха способствовало притоку новых добровольцев и их вооружения трофейным немецким оружием.

## Перед сражением

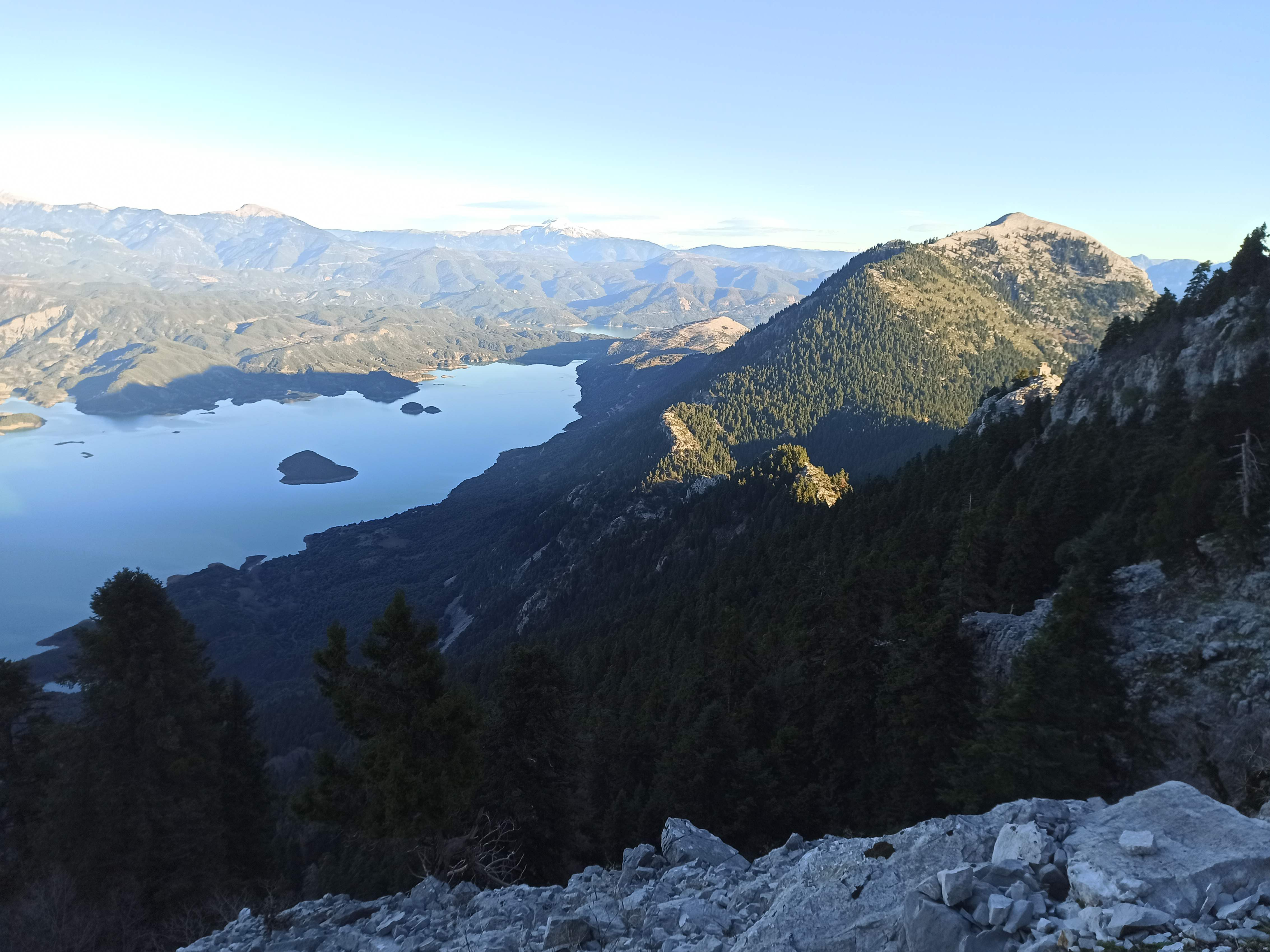
Гора Калана, где в селе Агиос Власис располагался штаб 2го батальона 2/39 полка ЭЛАС

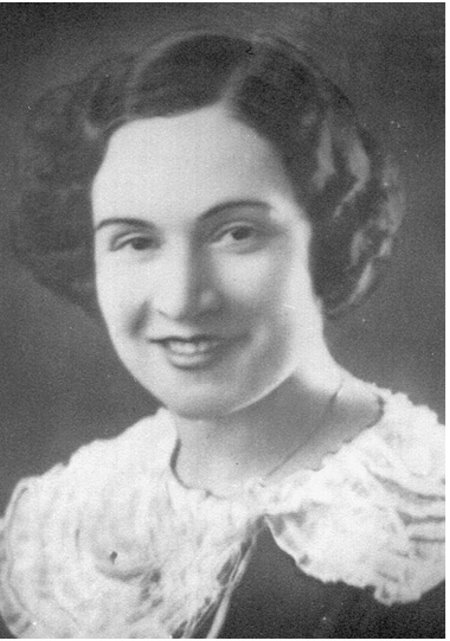
Переводчица Димади, Мария - расстреляна коллаборационистами в сентябре 1944 года, за несколько дней до освобождения Агриниона. Yitzchak Kerem из Еврейского университета Иерусалима отмечает, что кроме большого вклада в деятельность Греческого Сопротивления, Мария спасла жизнь заключённого С. Лазаридиса (в действительности еврея Isaac «Жак» Eliezer)

7 июля 1943 года штаб 2го батальона 2/39 полка ЭЛАС, который располагался в селе Агиос Власис на севере провинции, получил от подпольной организации ЭАМ Агриниона сообщение что «по проверенной информации» в последующие дни части оккупационных войск направятся к городку Термон (Θέρμο) для создания там военной базы. Организация ЭАМ в Агринионе просила приложить все усилия для отмены планов оккупантов. 
Утечка информации исходила от переводчицы немецкого штаба в Агринионе Марии Димади (Μαρία Δημάδη - расстреляна коллаборационистами в сентябре 1944 года, за несколько дней до освобождения Агриниона).
План следовало сорвать любой ценой, потому что закрепление немцев в Термо означало бы отсечение генштаба ЭЛАС в Этолии и Акарнанании, который находился в селе Дримон (Δρυμών), от баз снабжения, которые в основном располагались в равнинных сёлах Агриниона. Кроме того, Термон под немецким контролем стал был клином в сердце партизанского региона, разрезая пополам горный регион озера Трихонис и создавая серьёзную проблему в непрерывности и контакте партизанских отрядов горы Панетоликон с отрядами Макринии (Μακρυνείας) и Навпакта.

## Подготовка к сражению
После получения информации и одобрения операции командованием 2/39 полка, батальон совершил переход и расположился в монастыре Богородицы села Миртья ( Ιερά Μονή Εισοδίων της Θεοτόκου Μυρτιάς), заняв позиции на т.н. “Поворотах” (Στροφές), серпантине дороги ведущей из Агриниона в Термон.
Были наспех созданы импровизированные каменные полукруглые бастионы и другие элементарные укрепления, которые были покрыты нарубленными ветками, что делало эти укрепления невидимыми с дороги. Также спешно были проведены два учения, чтобы каждый партизан точно знал свою позицию. 
Операцию возглавил кадровый кавалерийский офицер “капитан Эпамино́ндас”, настоящее имя Василис Скиадас (Βασίλης Σκιαδάς - 1912 года рождения, в греко-итальянскую войну в Албании и в звании лейтенанта возглавлял конный разведывательный отряд, который первым вошёл в город Корча, награждён Крестом за храбрость и произведен в капитаны кавалерии (ίλαρχος)).
Скиадас, разработал план операции совместно с опытными местными офицерами Т. Зикосом (Θ. Ζήκος – офицер-пулемётчик на албанском фронте), Г. Папатанасо́пулосом (Γ. Παπαθανασόπουλος – инструктор планирования военных манёвров в 30-е годы) и Т. Харо́нисом (Θ Χαρώνης – артиллерийский офицер на македонском фронте 1941). 

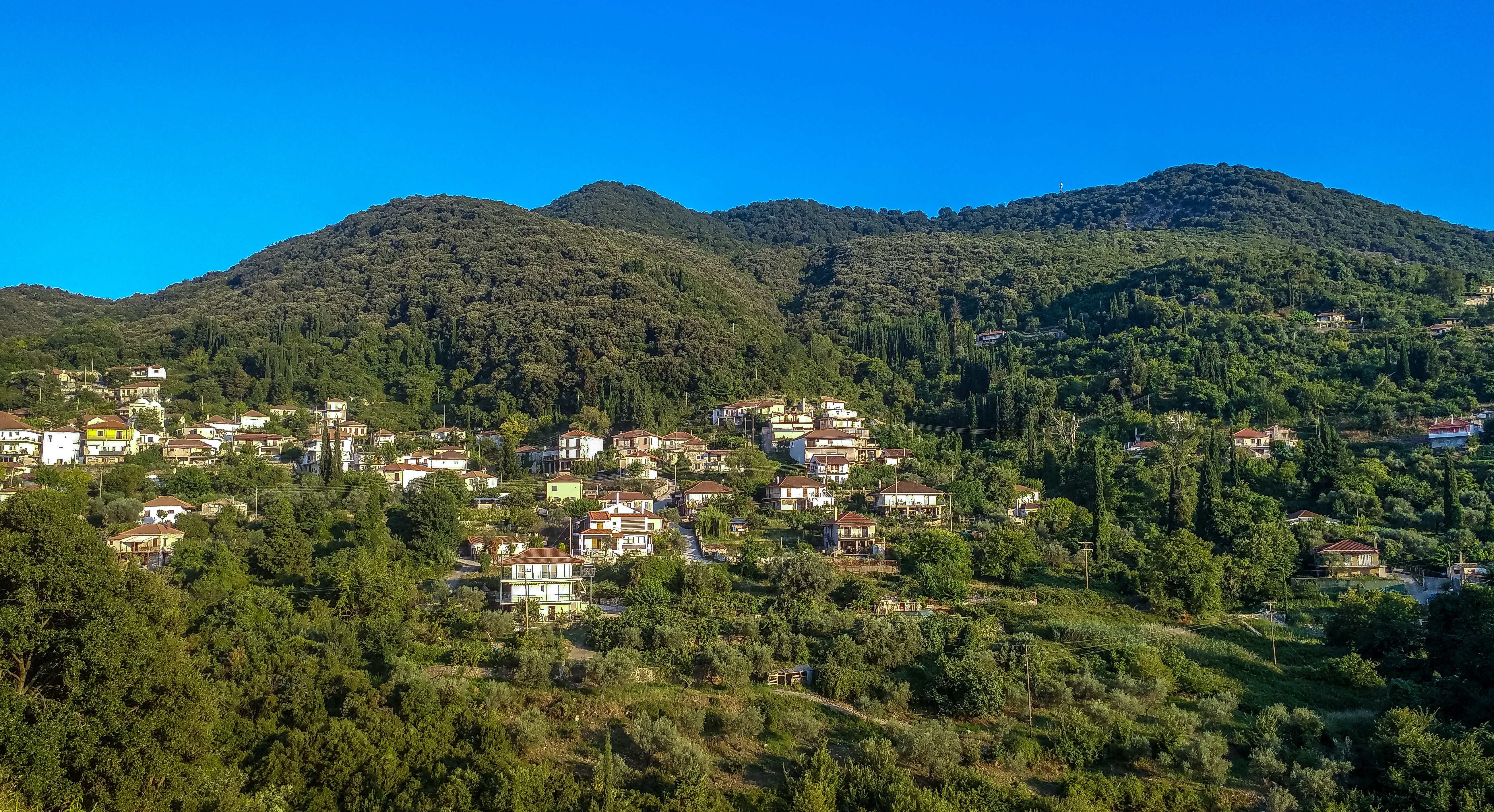
Село Аналипси

Наблюдательные пункты были оборудованы в сёла Афрато (Αφράτο – 15 км к востоку от Агриниона, 22 км северо-западнее Термона) и Аналипси (Ανάληψη του Θέρμου – 14 км юго-восточнее Термона), а также в церкви Св. Параскевы в Миртье. 
На рассвете 10 июля командиры партизан были извещены (телефонным звонком в монастырь) что колонна 15 немецких грузовиков и 3 мотоциклов с 120 солдатами вышла из Агриниона по направлению к Термону.

## Сражение

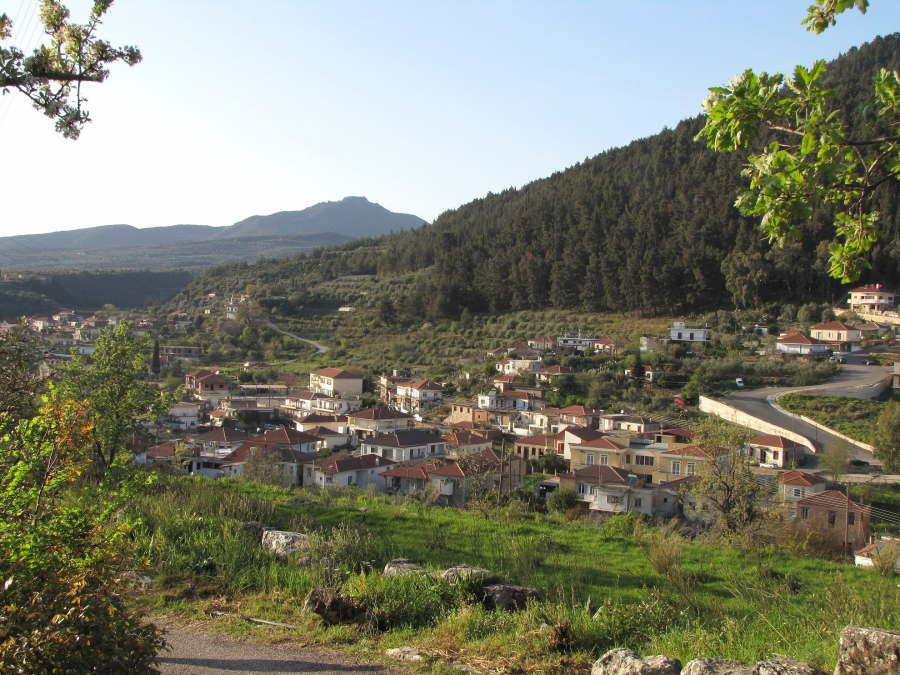
Село Паравола

В ожидании неприятеля командование батальона дважды получило записки о прохождении колонны. 
Со своих позиций партизаны сначала увидели колонну, а затем и услышали звук моторов на выходе из села Паравола. 
(Василис Папанос (псевдоним “Харон”) в своих мемуарах утверждает что в Паравола скопились до 50 (!) немецких грузовиков).
Колонна шла соблюдая осторожность. 
Слева от Параволы, в направлении села Павлокарья, шла пешая итальянская колонна, которой была отведена роль прикрытия. “Капитан Эпаминондас” направил на перехват итальянцев небольшую группу партизан, которая была его единственным резервом, поручив ей задержать итальянцев, в то время как основные силы батальона примут бой на заранее предписанных позициях. 

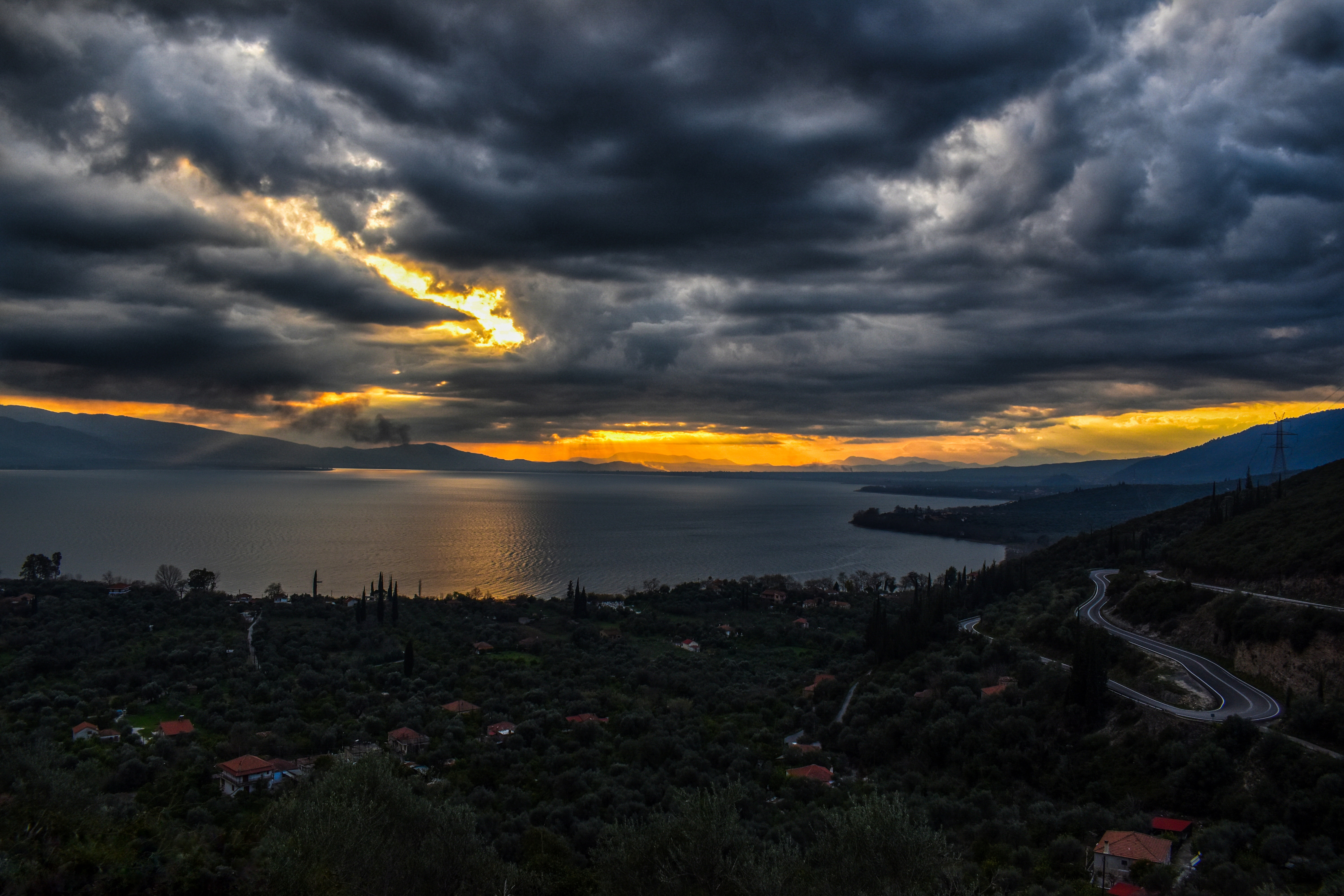
Озеро Трихонис – начало “Поворотов” (в правом углу)

Около 7.30 утра колонна 15 немецких грузовиков подошла к позициям партизан на “Поворотах” и остановилась, выслав вперёд двух мотоциклистов, которые доложили что дорога свободна. 
Лишь когда все грузовики оказались в зоне засады, был дан сигнал (горнистом) и открыт шквальный огонь. 
Колонну возглавлял временно исполняющий обязанности майора капитан Бетлер. На его автомобиль была погружена рация. Именно этот автомобиль был разнесён в щепки, что лишило немцев возможности связаться с Агринионом.
Грузовики были заброшены гранатами и обстреливались из располагаемых партизанами двух пулемётов, 20 автоматов и винтовками разного образца и происхождения, включая музейные. 
В. Папанос повторяет стереотип что при таком огне итальянцы бы разбежались, немцы тоже поколебались, но быстро пришли в себя. Те что успели выпрыгнуть из грузовиков открыли ответный огонь прикрываясь шинами грузовиков, большими камнями и любыми располагаемыми укрытиями рельефа местности. 
Первыми были убиты мотоциклисты, большинство немцев были убиты на грузовиках, многие при попытке выпрыгнуть, в конечном итоге держали оборону не более 20 солдат Вермахта. 
В. Папанос пишет что партизаны были уже готовы добить немцев в рукопашной, когда группа прикрытия дала сигнал что подходят итальянцы, перекрывая партизанам путь отступления к селу Таксиархис. 
“Капитан Эпамино́ндас” дал приказ немедленного отхода, партизаны поднялись чуть выше позиций засады. 
Однако сам капитан Эпамино́ндас”, в нарушение собственного приказа, остался на поле боя с небольшой группой – ему не хватало нескольких минут для завершения сражения полной победой. 
Совсем неожиданно итальянцы развернулись и пошли в обратном направлении. Штаб партизан скомандовал всем вернуться на позиции и приступить к зачистке. 
Кроме убитых (117) солдат Вермахта, двое (раненных) были взяты в плен, и только одному удалось бежать до Паравола, после чего он сумел информировать о происшедшем своему командованию в Агринионе.
Партизаны потеряли убитыми (есть поимённый список) 6 бойцов, включая гимназиста вступившего в батальон за день до стражения. Также был убит мирный местный житель, неизвестно каким образом оказавшийся на месте сражения:103.

## Ответные действия Вермахта – эпилог сражения
По завершении сражения партизаны занялись сбором трофеев. Однако только один (Г. Папатрехас) из них имел навыки вождения автомобиля, а серпантина “Поворотов” не позволяла вождение новичкам. 
Времени на раздумье не было, дальнейшее пребывание на поле сражения было чревато опасностью, к тому же на выходе из Параволы уже были видны немецкие бронемашины шедшие к месту сражения и были отмечены первые прилёты артиллерийских снарядов. 
Завершив погрузку трофейным оружием и боеприпасами одного грузовика, партизаны сожгли остальные 14. 
Последняя партизанская группа зачистки оставила поле боя, когда оно уже обстреливалось подходящими немецкими танками. 
Немцы заняли поле боя незадолго до заката солнца. Погрузив своих погибших и 2 раненных (пленных, оставленных партизанами, не имевших возможности взять их с собой), немецкая бронеколонна вернулась в Агринион поздно ночью. 
На следующий день несколько немецких самолётов совершили бомбёжку села Миртья, без серьёзных однако последствий – один убитый мул и разрушенный угол одного дома. 
Сражение внесло новый штрих в антагонизм союзников, немцев и итальянцев. В течение нескольких дней итальянцы из гарнизона Агриниона выкрикивали в адрес своих союзников упрощённую для разумения фразу на итальянском (gli) italiani (hanno) paura, (ma) i tedeschi (sono) morti - (да), итальянцы боятся, (но) немцы мертвы).
Абсолютная победа в этом сражении вызвала большой приток новых добровольцев, а захваченные трофеи позволили вооружить их. 
Особенно ценными были захваченные немецкие пулемёты. Партизанские отряды в регионе стали более боеспособны, немцы не могли свободно перемещаться в провинции – для этого им нужно было собирать значительные силы. 
Операция Вермахта по организации базы в Термоне была сорвана и более не повторилась. 
Регион озера Трихониды был (по сути) свободен. 
Отсутствие ожидаемых ответных карательных мер после сражения вызвало своего рода удивление современников и сегодняшних историков. 
Вермахт в Греции практиковал ответные многократные (в числах) карательные меры. В том же Агринионе, летом 1944 года были расстреляны 120, а затем ещё 59 человек (Расстрел в Агринионе), в ответ на несравненно меньшие потери нежели при Миртье. 
В данном случае немцы ограничились сожжением монастыря Богородицы Миртьи (католикон уцелел), в ответ на косвенное (но и действительное) содействие партизанам оказанное монастырём.

## Впоследствии
В отличие от других европейских стран, уход оккупационных войск из Греции в октябре 1944 года не означал возвращение мира на греческую землю.
Британская военная интервенция в декабре и Варкизское соглашение положили начало т.н. “Белому террору”, когда тысячи бывших бойцов ЭЛАС подверглись насилию и судебному преследованию. 
“Капитан Эпаминондас” (Василис Скиадас), командир батальона ЭЛАС в сражении при Миртье, как и многие его соратники из 2/39 полка ЭЛАС, был заключён в тюрьму и освобождён только в начале 1946 года. 
Конец 1946 года историография считает началом гражданской войны (1946-1949).
“Капитан Эпаминондас”, вместе с “капитаном Авгулисом” и небольшой группой ветеранов ЭЛАС попытались вступить в первые отряды Демократической армии, но попали в засаду жандармерии. “Капитаны” Эпаминондас и Авгулис были убиты, и похоронены выжившими из этой группы на склоне горы Панетоликон. 
Младший брат Василиса Скиадаса, Никос Скиадас, стал историком и писателем. В числе его многочисленных работ биографическая и военно-политическая книга “Капитан Эпаминондас” (Καπετάν Επαμεινώνδας, 1989)
В начале 80х годов на “Поворотах” был установлен скромный памятник Сражению при Миртье, с выбитыми именами партизан павших в этом сражении. 
Ежегодно в июне организации ветеранов Сопротивления (а ныне их потомков) отмечают годовщину сражения и поминают павших.